# Canariellanum arborense
Espèce
Canariellanum arborense est une espèce d'araignées aranéomorphes de la famille des Linyphiidae.

## Distribution
Cette espèce est endémique des îles Canaries. Elle se rencontre à Tenerife et à La Gomera.

## Description
Canariellanum arborense mesure de 1,1 à 1,2 mm.

## Étymologie
Son nom d'espèce, composé de arbor[a] et du suffixe latin -ense, « qui vit dans, qui habite », lui a été donné en référence au lieu de sa découverte, Abora.

## Publication originale
- Wunderlich, 1987 : Die Spinnen der Kanarischen Inseln und Madeiras: Adaptive Radiation, Biogeographie, Revisionen und Neubeschreibungen. Triops Verlag, Langen, p. 1-435.